# Milan Podobský
Milan Podobský (nar. 31. prosince 1966 Praha), známý jako Fefík, je český humoristický kreslíř, karikaturista, novinář a publicista, jeden ze zakladatelů a kmenových redaktorů časopisu Sorry, od roku 2022 jediný šéfredaktor.
Vyrůstal na Praze 6, absolvoval gymnázium Arabská. V letech 1985–1989 pracoval jako elév ve Večerní Praze, studia žurnalistiky ale nedokončil. Aktivně se účastnil listopadových demonstrací roku 1989 (byl i zraněn), spoluvydával studentský časopis Fámyzdat, na který později navázal humoristický časopis Sorry.
Je velký lokální patriot (Dejvice, Bubeneč) a zabývá se mapováním historie i současnosti svého rodiště. Podílel se např. na publikaci „Slavné vily Prahy 6 – Bubeneč“ (Foibos, 2017). Roku 2021 byl vyhlášen čestným občanem Prahy 6.

## Dílo
- The Bestiální of Sorry (Knihcentrum, 1999) – spoluautor, jako Fefík
- Sorry 2000 aneb Sedm let v debetu (Plejáda, 1999) – spoluautor
- Tak pěkně děkuju! (Rodiče, 2002) – jako Fefík[4]